# South Carthage
South Carthage – miasto w Stanach Zjednoczonych, w stanie Tennessee, w hrabstwie Smith.